# RW Волос Вероники
RW Волос Вероники (лат. RW Comae Berenices) — кратная звезда в созвездии Волос Вероники на расстоянии приблизительно 352 световых лет (около 108 парсек) от Солнца. Возраст звезды определён как около 9,49 млрд лет.
Пара первого и второго компонентов — двойная затменная переменная звезда типа W Большой Медведицы (EW). Видимая звёздная величина звезды — от +11,7m до +11m. Орбитальный период — около 0,2373 суток (5,6963 часа).

## Характеристики
Первый компонент — жёлто-оранжевый карлик спектрального класса G2*, или K3V*. Масса — около 0,838 солнечной, радиус — около 0,772 солнечного, светимость — около 0,194 солнечной. Эффективная температура — около 4600 K*.
Второй компонент — жёлто-оранжевый карлик спектрального класса G2, или K3V*. Масса — около 0,395 солнечной, радиус — около 0,538 солнечного, светимость — около 0,117 солнечной. Эффективная температура — около 4360 K*.
Третий компонент. Масса — около 0,123 солнечной. Орбитальный период — около 9,72 года*.
Четвёртый компонент. Масса — около 0,298 солнечной. Орбитальный период — около 101,03 года*.

## Планетная система
В 2019 году учёными, анализирующими данные проектов HIPPARCOS и Gaia, у звезды обнаружена планета HIP 61243 b.